# Deutsche Orientierungslaufmeisterschaften 2013
Die Deutschen Meisterschaften im Orientierungslauf 2013 fanden in vier Wettbewerben statt.
Der Zeitplan der Wettbewerbe sah wie folgt aus:
- 13. April: Sprint in Berlin (Verband Berlin/Brandenburg)
- 1. Juni: Mitteldistanz in Altenberg (Verband Sachsen)
- 21. September: Staffel in Regensburg (Verband Bayern)
- 5. Oktober: Langdistanz in Saarbrücken (Saarland)

## Sprint
Die sechste deutsche Meisterschaft im Sprint-Orientierungslauf fand am 13. April 2013 im Berliner Tiergarten statt. Ausrichtender Verein war der IHW Alex 78 Berlin.
| Platz | Athlet                               | Zeit      |
| ----- | ------------------------------------ | --------- |
| 1     | Christian Teich SSV Planeta Radebeul | 15:31 min |
| 2     | Christoph Prunsche TuS Lübbecke      | 15:53 min |
| 3     | Sören Riechers Bielefelder TG        | 16:02 min |
| 4     | Sören Lösch USV Jena                 | 16:08 min |
| 4     | Felix Späth OLG Siegerland           | 16:08 min |
| 4     | Alexander Lubina DJK Adler Bottrop   | 16:08 min |
| 7     | Ingo Horst TV 1898 Alsbach           | 15:13 min |
| 8     | Teodor Yordanov TSV Gründwald        | 16:47 min |

| Platz | Athlet                           | Zeit      |
| ----- | -------------------------------- | --------- |
| 1     | Monika Depta OLG Siegerland      | 17:04 min |
| 2     | Christiane Tröße SV TU Ilmenau   | 17:38 min |
| 2     | Sabine Rothaug OSC Kassel        | 17:38 min |
| 4     | Kerstin Kahmann OFV Ostercappeln | 17:51 min |
| 5     | Susen Lösch USV Jena             | 17:56 min |
| 6     | Anne Kunzendorf Gundelfinger TS  | 18:06 min |
| 7     | Esther Doetsch DJK Adler Bottrop | 18:08 min |
| 8     | Theresa Flechsig USV TU Dresden  | 19:05 min |

## Mitteldistanz
Die deutschen Meisterschaften im Mitteldistanz-Orientierungslauf fanden am 1. Juni 2013 in Altenberg (Erzgebirge) statt. Ausrichtender Verein war der SV Robotron Dresden. Der als grenzüberschreitender Orientierungslaufwettkampf geplante Wettbewerb führte auf der Bahn der Herren teilweise über tschechisches Gebiet.
| Platz | Athlet                                | Zeit      |
| ----- | ------------------------------------- | --------- |
| 1     | Christoph Brandt SSV Planeta Radebeul | 41:23 min |
| 2     | Christian Teich SSV Planeta Radebeul  | 41:43 min |
| 3     | Christoph Prunsche TuS Lübbecke       | 42:46 min |
| 4     | Paul Lützkendorf OLV Weimar           | 45:55 min |
| 5     | Matthias Kretzschmar Post SV Dresden  | 46:06 min |
| 6     | Wieland Kundisch USV TU Dresden       | 47:33 min |
| 7     | Teodor Yordanov TSV Grünwald          | 48:40 min |
| 8     | Jonas Kjäll USV TU Dresden            | 49:27 min |

| Platz | Athlet                               | Zeit      |
| ----- | ------------------------------------ | --------- |
| 1     | Monika Depta OLG Siegerland          | 36:54 min |
| 2     | Christiane Tröße SV TU Ilmenau       | 41:09 min |
| 3     | Hanka Straube SV Lengefeld           | 44:45 min |
| 4     | Anna Reinhardt USV TU Dresden        | 47:14 min |
| 5     | Esther Doetsch DJK Adler Bottrop     | 47:30 min |
| 6     | Johanna Schmidt SSV Planeta Radebeul | 50:43 min |
| 7     | Ieva Grahl SSV Planeta Radebeul      | 52:52 min |
| 8     | Jenny Seib TK Hannover               | 55:00 min |

## Langdistanz
Die deutschen Meisterschaften im Langdistanz-Orientierungslauf fanden am 5. Oktober 2013 in Saarbrücken statt. Ausrichtender Verein war der TV 05 Bierbach.
| Platz | Athlet                                | Zeit      |
| ----- | ------------------------------------- | --------- |
| 1     | Sören Lösch USV Jena                  | 1:43:32 h |
| 2     | Christoph Brandt SSV Planeta Radebeul | 1:44:26 h |
| 3     | Bjarne Friedrichs MTV Seesen          | 1:47:48 h |
| 4     | Christoph Prunsche TuS Lübbecke       | 1:48:24 h |
| 5     | Felix Späth OLG Siegerland            | 1:49:25 h |
| 6     | Sören Riechers Bielefelder TG         | 1:50:17 h |
| 7     | Philipp Müller Post SV Dresden        | 1:51:16 h |
| 8     | Alexander Lubina DJK Adler Bottrop    | 1:53:42 h |

| Platz | Athlet                               | Zeit      |
| ----- | ------------------------------------ | --------- |
| 1     | Monika Depta OLG Siegerland          | 1:08:55 h |
| 2     | Karin Schmalfeld BSV Halle-Ammendorf | 1:10:52 h |
| 3     | Christiane Tröße SV TU Ilmenau       | 1:13:39 h |
| 4     | Esther Doetsch DJK Adler Bottrop     | 1:19:24 h |
| 5     | Hanka Straube SV Lengefeld           | 1:20:16 h |
| 6     | Anne Heinemann SV Robotron Dresden   | 1:22:20 h |
| 7     | Anne Kunzendorf Gundelfinger TS      | 1:24:19 h |
| 8     | Arntraut Götsch USV Jena             | 1:26:19 h |

## Staffel
Die deutschen Meisterschaften im Staffel-Orientierungslauf fanden am 21. September 2013 in Regensburg statt. Ausrichtender Verein war die OLG Regensburg.
| Platz | Athlet                                                                       | Zeit      |
| ----- | ---------------------------------------------------------------------------- | --------- |
| 1     | Post SV Dresden Janek Leibiger, Philipp Müller, Matthias Kretzschmar         | 2:01:47 h |
| 2     | TuS Lübbecke Sören Riechers, Felix Späth, Christoph Prunsche                 | 2:02:22 h |
| 3     | SSV Planeta Radebeul Maximilian Röhnert, Christian Teich, Christoph Brandt   | 2:05:24 h |
| 4     | USV TU Dresden Florian Flechsig, Wieland Kundisch, Jonas Kjäll               | 2:06:08 h |
| 5     | DJK Adler Bottrop Alexander Lbina, Paul Lützkendorf, Roman Schulte-Zurhausen | 2:09:35 h |
| 6     | USV Jena Christian Töpfer, Friedrich Arnold, Sören Lösch                     | 2:12:06 h |
| 7     | USV TU Dresden 2 Karsten Leideck, Josef Neumann, Thomas Rewig                | 2:18:06 h |
| 8     | Post SV Dresden 2 Freddy Burghardt, Paul Kossack, Andrei Krämer              | 2:21:15 h |

| Platz | Athlet                                                             | Zeit      |
| ----- | ------------------------------------------------------------------ | --------- |
| 1     | TV Alsbach Brit Horst, Luise Kärger, Karin Schmalfeld              | 1:55:49 h |
| 2     | USV Jena Marie Hofmeister, Friederike Graumann, Susen Lösch        | 1:57:31 h |
| 3     | Gundelfinger TS Anne Kunzendorf, Judith Pfleger, Meike Jaeger      | 1:59:50 h |
| 4     | USV TU Dresden Theresa Flechsig, Cornelia Eckardt, Anna Reinhardt  | 2:04:09 h |
| 5     | MTK Bad Harzburg Nina Döllgast, Josephine Greiner, Resi Rathmann   | 2:07:54 h |
| 6     | Post SV Dresden Anett Leibiger, Britta Meißer, Dorothea Müller     | 2:19:02 h |
| 7     | SSV Planeta Radebeul Ieva Grahl, Katja Engelhardt, Johanna Schmidt | 2:21:48 h |
| 8     | USV TU Dresden 2 Corinna Nieke, Fanny Sembdner, Mara Jaunsproge    | 2:22:01 h |